# Plator pennatus
Espèce
Plator pennatus est une espèce d'araignées aranéomorphes de la famille des Trochanteriidae.

## Distribution
Cette espèce est endémique du Yunnan en Chine,.

## Description
La femelle holotype mesure 8,42 mm.
Le mâle décrit par Zhu, Tang, Zhang et Song en 2006 mesure 5,44 mm et la femelle 10,89 mm.

## Publication originale
- Platnick, 1976 : Notes on East Asian Plator (Araneae, Gnaphosoidea). Acta Arachnologica, vol. 27, p. 1-7 (texte intégral).